# بککی
بککی طایفه‌ای کوه‌نشین که در منطقه کوهمره سرخی، واقع در جنوب شهر شیراز، در کوهی موسوم به «کوه مروک» زندگی می‌کنند. بککی‌ها از طوایف کهن ایرانی به‌شمار می‌روند و گویش و مشخصات مردم‌شناسی جسمانی گویای این امر است. معروف است که نام کوه مروک در اصل مزدک بوده و چون در دوره ساسانی مأمن مزدکیان فراری بوده به این نام موسوم شده‌است. این کوه پوشیده از جنگل انبوه درختان بلوط و چشمه‌های فراوان است. 
معروفترین شخصیت معاصر طایفه بککی شهباز خان بککی است که رئیس گارد محافظان کریمخان زند بود و، بنوشته فسائی در فارسنامه ناصری، ظاهراً به علت توطئه قتل علیه کریمخان مغضوب و اعدام شد. و همچنین شخصیت‌های دیگری که در عصر حاضر وجود داشتند می‌توان به طایفه رئیسی اشاره کردو بزرگانی چون مرحوم رئیس محمدی رئیسی(کدخدای بکک). 
بککی‌ها تا سال‌های ۱۳۲۰ کاملاً مستقل و به دور از ارتباطات خارجی بوده و در کوه مروک زندگی می‌کردند. در این سال‌ها، مسیح خان شهبازی، کلانتر کوهمره سرخی، کوه مروک را محاصره کرد و با پیشروی به سوی قله بککی‌ها را به محاصره گرفت. از آن پس بککی‌ها تابع کلانتران کوهمره شدند و بعضی از آن‌ها در زمره تفنگچیان مورد اعتماد مسیح خان و حبیب خان شهبازی قرار گرفتند.
در چند سال اخیر متأسفانه درگیری‌های طایفه ای در بکک بالا رفته که منجر به کشته شدن چند اهالی بکک شده‌است و باعث نگرانی مردم محل شده‌است، امیدواریم با اصلاح پذیری جوانان از طریق بزرگان دیگر شاهد این چنین حوادثی نباشیم.
طایفه بککی تاکنون مورد مطالعه جدی مردم شناختی قرار نگرفته‌است. در سال‌های پس از انقلاب ایران (۱۳۵۷) بخشی از اعضای این طایفه جذب منطقه سیاخ دارنگون و شهر شیراز شدند.